# Дикань Михайло Кирилович
Дикань Михайло Кирилович (25 січня 1930; село Ковжижа, Котелевський район, Полтавська область) — український і радянський керівник, партійний діяч, політик. Голова Мукачівського міськвиконкому (1965–1970).

## Біографія
Народився в селі Ковжижа Полтавської області в робітничій сім'ї. Після закінчення середньої школи в місті Комсомольську Донецької області у 1948 році вступив до Харківського інституту інженерів залізничного транспорту, який закінчив у 1953 році з відзнакою.
Після закінчення був направлений у відділок Івано-Франківська Львівської залізниці, де працював до 1955 року на посаді старшого інженера, начальника відділу експлуатації Івано-Франківського відділу залізниці. В 1955 році переведений начальником залізниці станції Мукачево. На цій посаді домігся переведення на електричну тягу колії, реконструкції пасажирського парку. 
У 1961 році обраний другим секретарем Мукачівського міськкому Компартії України, у 1962 році — секретарем Свалявського промислового виробничого партійного комітету, у 1964 році — головою Свалявського райвиконкому. За час роботи у Сваляві було збудовано найбільше в області меблеве підприємство, склотарний завод, школу-інтернат, санаторії «Квітка полонини» і «Сонячне Закарпаття».
1966–1970 - голова Мукачівського міськвиконкому. На цій посаді вирішував особливо гострі проблеми працевлаштування населення, забезпечення городян житлом і водою, дитячими садками. У той час було зведено магазини «Дитячий світ», ресторан «Латориця», будинки побутового призначення, овочева база, АТС на 10 тисяч номерів у центрі міста, Кольчинський водозабір із напірними резервуарами на Чернечій горі, шляхопровід через залізницю по вул. Берегівській та низку інших об'єктів.
У 1970–1976 роках був директором заводу «Точприлад», а у 1976–1990 — заступником, а згодом і директором заводу «Мукачівприлад».
Починаючи з 1957 року неодноразово обирався депутатом Мукачівської міської ради та Закарпатської обласної ради, очолював депутатські комісії. Завдяки праці Михайла Диканя, зокрема, було побудовано лікарню у Воловці.
22 грудня 1999 р. — йому присвоєно звання почесного громадянина міста Мукачева  (рішення 17 сесії ІІІ скликання Мукачівської міської ради) - за активну участь у громадсько-політичному житті Мукачевого.
Михайло Кирилович Дикань, заступник голови Ради почесних громадян Мукачевого.